# Loučná nad Desnou
Loučná nad Desnou (anciennement appelé Vízmberk ; en allemand : Wiesenberg) est une commune du district de Šumperk, dans la région d'Olomouc, en Tchéquie. Sa population s'élevait à 1 499 habitants en 2023.

## Géographie
La municipalité se situe dans le nord-ouest de la région historique de Moravie, au pied du Hrubý Jeseník. Loučná nad Desnou est arrosée par la Desná, affluent de la Morava, et se trouve à 14 km au nord-est de Šumperk, à 55 km au nord-nord-ouest d'Olomouc et à 190 km à l'est de Prague.
La commune est limitée par Bělá pod Pradědem au nord-est, par Malá Morávka et Vrbno pod Pradědem à l'est, par Vernířovice au sud, par Velké Losiny au sud-ouest, et par Jindřichov à l'ouest et au nord-ouest.

## Histoire
La vallée de la Desná faisant partie de la suprématie de Velké Losiny dans le margraviat de Moravie a été colonisée dans le XIIIe siècle. La première mention écrite de la localité date de 1494. Au bord de la rivière se trouvaient plusieurs ferronneries.

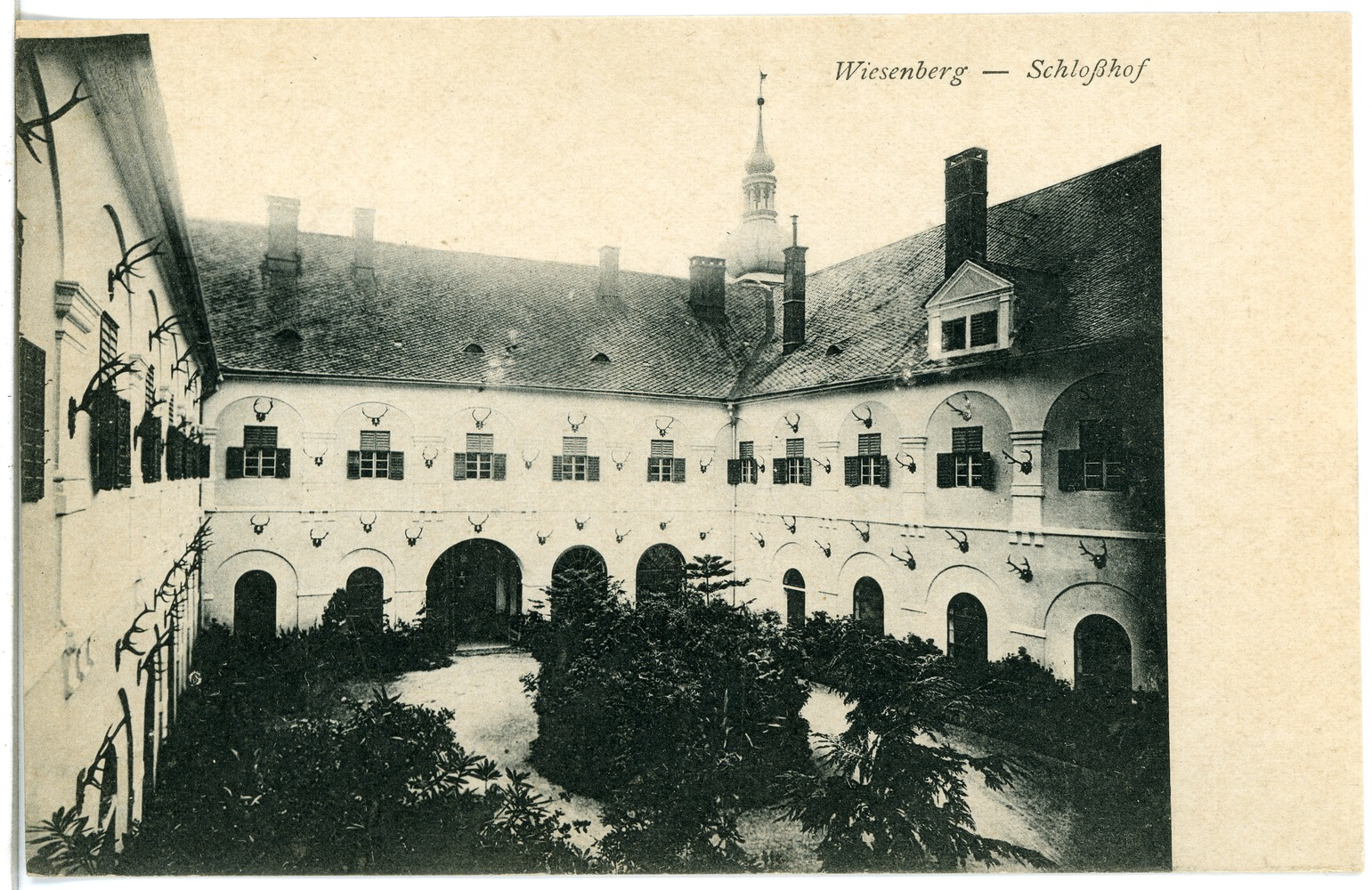
Cour du château en 1921.

Un premier château fut construit vers 1608. Peu tard, cependant, la région est dévastée durant la guerre de Trente Ans. L'ascension effective de la municipalité a commencé lorsqu'une verrerie fut fondée en 1767 ; trois ans plus tard, le domaine est acquis par le monastère cistercien de Velehrad. Le château est transformé en résidence de style baroque vers 1774.
À partir de 1850, la commune était incorporée dans le district de Šumperk (Mährisch Schönberg). Après la Première Guerre mondiale et la dissoution de l'Autriche-Hongrie, elle échoit à la nouvelle République tchécoslovaque.

## Patrimoine

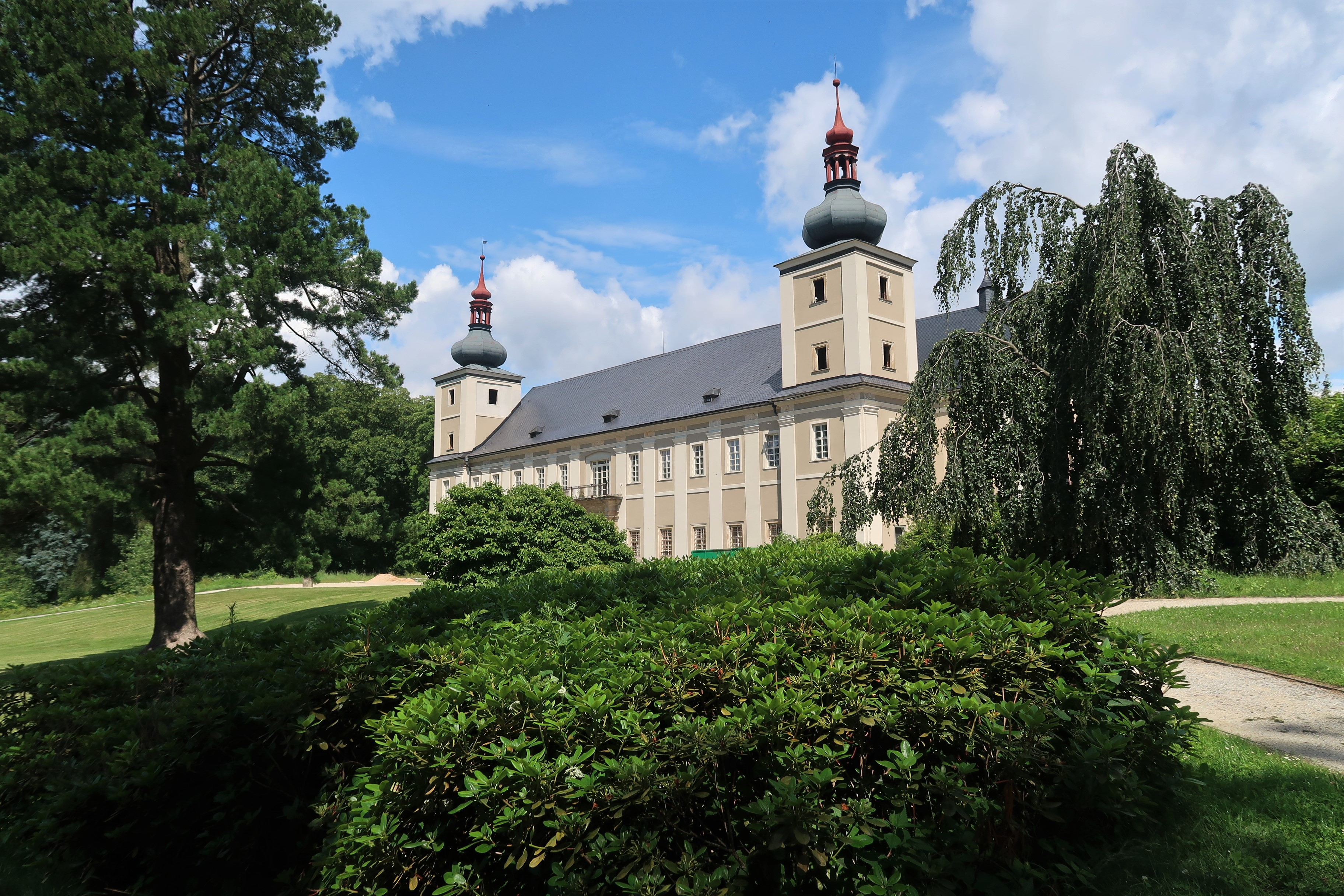
Château de Loučná nad Desnou.
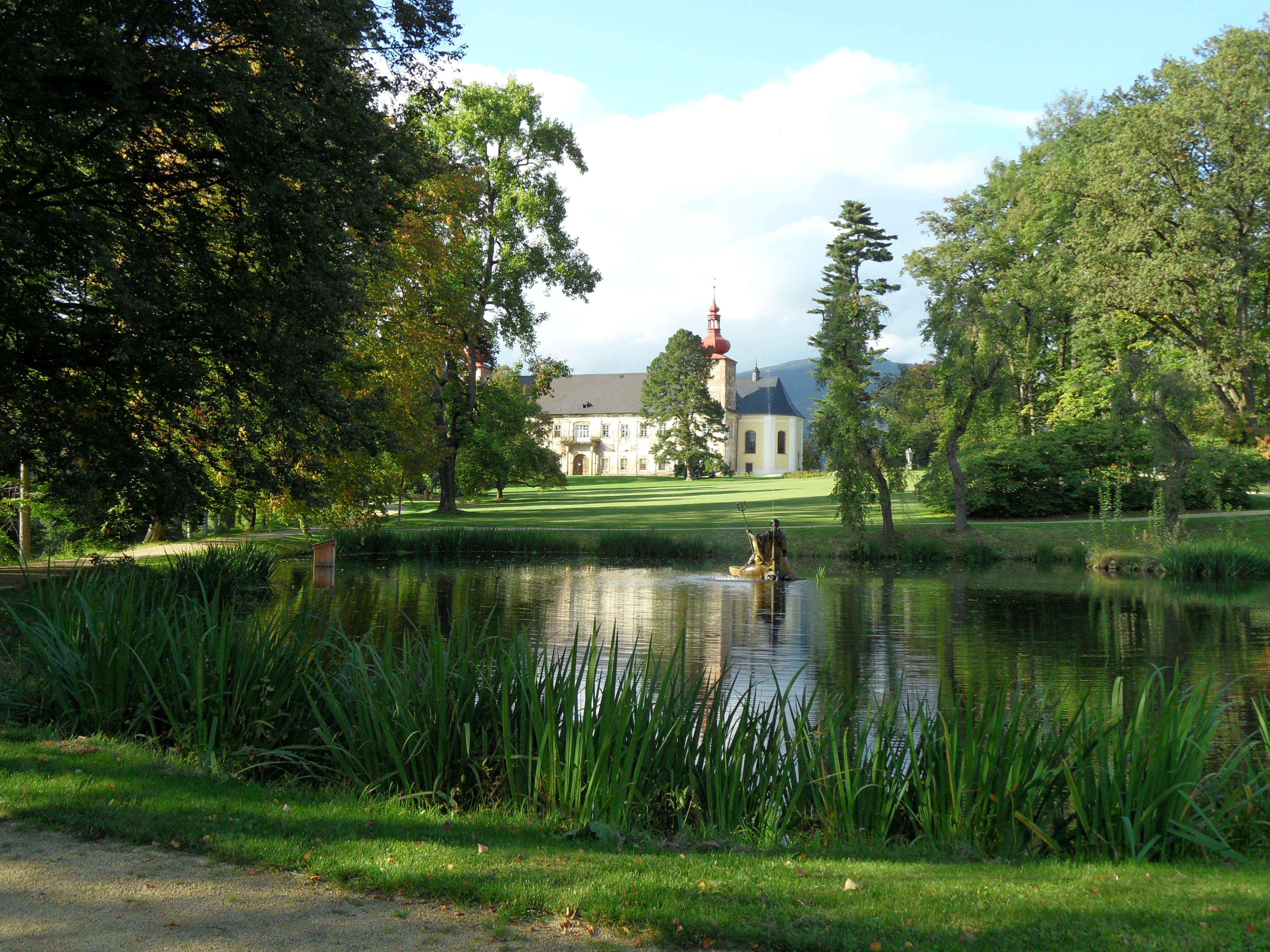
Parc du château.

## Administration
La commune se compose de six sections :
- Loučná nad Desnou
- Filipová
- Kociánov
- Kouty nad Desnou
- Přemyslov
- Rejhotice

## Transports
Par la route, Loučná nad Desnou se à 17 km de Šumperk, à 75 km d'Olomouc et à 226 km de Prague.

## Personnalité
- Alfred Brendel (1931 - 2025), pianiste.